# Joseph Trapanese
Joseph Trapanese (nacido el 7 de agosto de 1984) es un compositor, arreglista y productor estadounidense. Trabaja en la producción de música para cine, televisión, discos, teatro, conciertos y medios interactivos. 

## Primeros años y educación
Criado en Jersey City, Nueva Jersey, Trapanese asistió a la escuela secundaria académica Dr. Ronald E. McNair antes de pasar a la Escuela de Música de Manhattan.

## Música para cine y televisión

### Carrera temprana
Trapanese comenzó su carrera como compositor colaborando con Daft Punk (Thomas Bangalter y Guy-Manuel de Homem-Christo) en la banda sonora de la película de Walt Disney Pictures Tron: Legacy. Sus arreglos para la banda sonora han sido descritos como "resueltamente grandiosos" y "conmovedores... siniestros, hipnóticos". La BBC describió el trabajo como "una integración sofisticada de instrumentación acústica y electrónica... majestuosos... tonos ricos y solemnes... orquestación saturnina y un ritmo muscular".

### 2011-presente

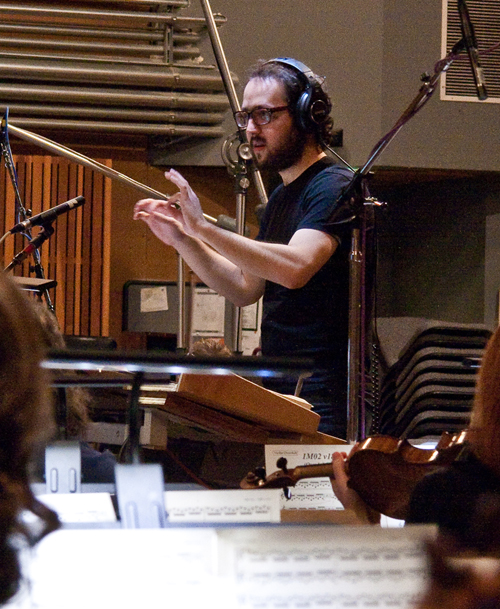
Trapanese en 2013

Trapanese ha compuesto para numerosos proyectos, incluida la serie animada Tron: Uprising de Disney XD, The Raid de Sony Pictures Classics (cocompuesta con Mike Shinoda de Linkin Park), la serie web original de Sony Pictures Television The Bannen Way, el largometraje independiente Mamitas (presentado en el Festival de Cine de Los Ángeles 2011), y numerosas películas animadas y de acción en vivo de la Escuela de Teatro, Cine y Televisión de UCLA. Trapanese contribuyó con arreglos musicales para Percy Jackson y el ladrón del rayo, What Happens in Vegas y Traidor. Junto al compositor Daniel Licht, Trapanese produjo y orquestó las bandas sonoras de las temporadas 3 y 4 de la serie original Dexter de Showtime, y proporcionó las orquestaciones para las temporadas 5 y 6. El avance de 2012 de Iron Man 3 presenta la composición de Trapanese Something to Fight For.
Su carrera finalmente lo llevó a trabajar en importantes largometrajes de estudio, trabajando en solitario y junto a artistas discográficos. Algunos de sus créditos más conocidos incluyen Straight Outta Compton de Universal Studios, The Divergent Series: Insurgent de Lionsgate Films, The Raid 2: Berandal de Sony Pictures Classics, y Oblivion de Universal Studios (co-compuesta con Anthony González de M83).
En 2017, compuso la música para la película de Sony Pictures Only the Brave, su tercera colaboración con el director Joseph Kosinski, y coescribió la música del musical de 20th Century Fox El gran showman junto al compositor John Debney. En esa película produjo varias de las canciones que encabezaron las listas de éxitos de la película escritas por el dúo ganador del Oscar Justin Paul y Benj Pasek.

## Colaboraciones musicales con artistas
Después de sus colaboraciones con Daft Punk en Tron: Legacy, Anthony González (M83) en Oblivion y Mike Shinoda (Linkin Park) en The Raid, Trapanese continúa trabajando con artistas en música para películas, producción de álbumes y eventos en vivo.
El 7 de agosto de 2015, Dr. Dre lanzó su tan esperado tercer álbum, Compton, que incluía arreglos de cuerdas de Trapanese y Jennifer Hammond. Fueron dirigidos por Trapanese en las sesiones de música de Straight Outta Compton en el escenario de música de Sony Pictures Studios en Culver City.
El 27 de febrero de 2015, Kelly Clarkson lanzó su séptimo álbum Piece by Piece, que contó con una orquesta arreglada y dirigida por Trapanese, grabado en EastWest Studios en Hollywood. Colaboró con los productores Greg Kurstin, Jesse Shatkin y Jason Halbert en el proyecto.
El 22 de septiembre de 2013, Trapanese actuó con M83 en el Hollywood Bowl como director de la Orquesta del Hollywood Bowl. Para el concierto, Trapanese arregló nuevo material orquestal para canciones de Before The Dawn Heals Us, Saturdays=Youth, Hurry Up, We're Dreaming y Oblivion. También arregló y dirigió una orquesta para el espectáculo de M83 en Central Park Summerstage en la ciudad de Nueva York el 8 de agosto de 2012.
Lanzado el 25 de octubre de 2013 por RCA Records, Wrapped in Red de Kelly Clarkson presenta una orquesta arreglada y dirigida por Trapanese. Producido por Greg Kurstin, es el primer lanzamiento de Clarkson con temática navideña, que incluye versiones de varios estándares navideños además del material original. Como parte de la promoción del álbum, el 30 de octubre de 2013, Trapanese dirigió la orquesta de Cautionary Christmas Music Tale de Kelly Clarkson en The Venetian Las Vegas, que se transmitió por NBC el 11 de diciembre de 2013.
Trapanese colaboró con Active Child en el arreglo de "Silhouette" (con Ellie Goulding) para su EP Rapor de 2013. Además del álbum, proporcionó nuevos arreglos de cuerda y coro para sus actuaciones en Melbourne, Londres, Nueva York, Chicago y Los Ángeles.
Para The Bourne Legacy de 2012, Trapanese trabajó con Moby en una nueva versión orquestal de su canción "Extreme Ways".
El 18 de octubre de 2011, se lanzó el álbum de doble disco de M83 , Hurry Up, We're Dreaming, con cinco pistas arregladas por Trapanese. El trabajo de Trapanese se puede escuchar en "Intro", "Wait", "Soon, My Friend", "My Tears Are Becoming a Sea" y "Outro".
Trapanese coescribió y coprodujo la canción "Do or Die" con 3OH!3 de su álbum Omens.

## Música para teatro en vivo
La música que Trapanese ha producido para teatro se interpreta principalmente en la ciudad de Nueva York, sobre todo en producciones de The Actors Company Theatre. Producciones recientes para las que ha proporcionado música incluyen The Cocktail Party de T. S. Eliot, Incident at Vichy de Arthur Miller, The Memorandum de Václav Havel y The Sea de Edward Bond. Su música para la producción de The Runner Stumbles de Milan Stitt fue descrita por el New York Times como "Precisa y evocadora... melodías melancólicas y sonoras".

## Educación
Trapanese completó su licenciatura en composición en la Escuela de Música de Manhattan y luego una maestría en Música para Medios Visuales en UCLA, con el apoyo del fondo Henry Mancini. Los tutores de Joseph incluyeron a Giampaolo Bracali, Bruce Broughton, Paul Chihara, Roger Bourland, Jack Smalley y Martin Bresnick, y también realizó breves estudios con Louis Andriessen, Aaron Jay Kernis, Julia Wolfe, Mark Snow e Ira Newborn. De 2008 a 2011, Trapanese enseñó el plan de estudios de Composición y Música Electrónica en la Escuela de Música Herb Alpert de UCLA.

## Filmografía

### Películas
| Año  | Título                               | Director                     | Notas                                                                                       |
| ---- | ------------------------------------ | ---------------------------- | ------------------------------------------------------------------------------------------- |
| 2009 | Countdown: Jerusalem                 | Adam Silver                  |                                                                                             |
| 2010 | Tron: Legacy                         | Joseph Kosinski              | Junto a Daft Punk, primera colaboración con Joseph Kosinski                                 |
| 2011 | Mamitas                              | Nicholas Ozeki               |                                                                                             |
| 2011 | The Raid                             | Gareth Evans                 | Junto a Mike Shinoda, primera colaboración con Gareth Evans                                 |
| 2013 | Oblivion                             | Joseph Kosinski              | Junto a M83, segunda colaboración con Joseph Kosinski                                       |
| 2014 | The Raid 2                           | Gareth Evans                 | Junto a Aria Prayogi y Fajar Yuskemal, segunda colaboración con Gareth Evans                |
| 2014 | Earth to Echo                        | Dave Green                   |                                                                                             |
| 2014 | Stand                                | Cosmos Kiindarius            |                                                                                             |
| 2014 | Transformers: la era de la extinción | Michael Bay                  | Música adicional, banda sonora de Steve Jablonsky                                           |
| 2015 | The Divergent Series: Insurgent      | Robert Schwentke             | Primera colaboración con Robert Schwentke                                                   |
| 2015 | Straight Outta Compton               | F. Gary Gray                 |                                                                                             |
| 2016 | The Divergent Series: Allegiant      | Robert Schwentke             | Segunda colaboración con Robert Schwentke                                                   |
| 2016 | El asedio de Jadotville              | Richie Smyth                 |                                                                                             |
| 2017 | Only the Brave                       | Joseph Kosinski              | Tercera colaboración con Joseph Kosinski                                                    |
| 2017 | Wolf Warrior 2                       | Wu Jing                      |                                                                                             |
| 2017 | Shimmer Lake                         | Oren Uziel                   |                                                                                             |
| 2017 | El gran showman                      | Michael Gracey               | Junto a John Debney, canciones por Benj Pasek and Justin Paul                               |
| 2018 | Arctic                               | Joe Penna                    |                                                                                             |
| 2018 | Robin Hood                           | Otto Bathurst                |                                                                                             |
| 2018 | Sprinter                             | Storm Saulter                |                                                                                             |
| 2019 | Stuber                               | Michael Dowse                | Primera colaboración con Michael Dowse                                                      |
| 2019 | La dama y el vagabundo               | Charlie Bean                 |                                                                                             |
| 2020 | Coffee & Kareem                      | Michael Dowse                | Segunda colaboración con Michael Dowse                                                      |
| 2020 | Project Power                        | Henry Joost y Ariel Schulman |                                                                                             |
| 2020 | Spontaneous                          | Brian Duffield               | Primera colaboración con Brian Duffield                                                     |
| 2021 | Finding 'Ohana                       | Jude Weng                    |                                                                                             |
| 2021 | Prisoners of the Ghostland           | Sion Sono                    |                                                                                             |
| 2021 | Happily                              | BenDavid Grabinski           |                                                                                             |
| 2021 | Navidad en 8 bits                    | Michael Dowse                | Tercera colaboración con Michael Dowse                                                      |
| 2022 | Spiderhead                           | Joseph Kosinski              | Interpretada por The London Contemporary Orchestra, cuarta colaboración con Joseph Kosinski |
| 2023 | The Machine                          | Peter Atencio                |                                                                                             |
| 2023 | No One Will Save You                 | Brian Duffield               | Segunda colaboración con with Brian Duffield                                                |

### Televisión
| Año           | Título                                        | Notas                              |
| ------------- | --------------------------------------------- | ---------------------------------- |
| 2009–10       | The Bannen Way                                | 16 episodios                       |
| 2010–11       | Suite 7                                       | 2 episodios                        |
| 2012–13       | Tron: Uprising                                | 19 episodios                       |
| 2016          | Dead of Summer                                | 10 episodios                       |
| 2016–17       | Quantico                                      | 20 episodios                       |
| 2016–17       | Jean-Claude Van Johnson                       | 6 episodios                        |
| 2018          | Unsolved                                      | 10 episodios                       |
| 2018          | Berlin Station                                | Episodio: "Aut Concilio Aut Ense"  |
| 2019          | Are You Afraid of the Dark?: Carnival of Doom | Junto a Jason Lazarus              |
| 2021          | Sombra y hueso                                |                                    |
| 2021          | The Witcher                                   | Temporada 2; 8 episodios           |
| 2023–presente | Skull Island                                  | 8 episodios, junto a Jason Lazarus |
| 2023          | Scott Pilgrim Takes Off                       | Junto a Anamanaguchi               |

### Videojuegos
| Año  | Título                                  | Desarrolladora | Distribuidora             |
| ---- | --------------------------------------- | -------------- | ------------------------- |
| 2014 | The Crew                                | Ivory Tower    | Ubisoft                   |
| 2017 | Need for Speed Payback                  | Ghost Games    | Electronic Arts           |
| 2020 | Star Wars: Tales From the Galaxy's Edge | ILMxLab        | Disney Electronic Content |